# تجربة الفيتامين د وأوميغا-3
 تَجْرُبَة الفيتامين د وَأوميغا-3 (بالإنجليزية: VITamin D and OmegA-3 TriaL، واختصارًا: VITAL)‏، هي تجربة لمدّة سبعة سنوات بدأت منذ 2010م لتحديد مَنافِع المُكمّلان الغذائيان الفيتامين د وأوميغا-3 على المُسنين الأمريكيين.
تهدف إلى إدراج 20000 مُشارِكًا (نساء بعمر 55 عامًا أو أكثر، ورجال بعمر 50 عامًا أو أكثر) حيث سيوزّعون على أربعة مَجموعات:
- يوميًّا، فيتامين د (2000 و.د.(1)) وزريت السمك (1 غ(2)).
- يوميًّا، فيتامين د وغُفْل زيت السمك.
- يوميًّا، غُفْل الفيتامين د وزيت السمك.
- يوميًّا، غُفْل الفيتامين د وغُفْل زيت السمك.

سيجيب المُشاركون على أسئلة دوريّة لتحديد التأثيرات على خطر السرطان والمرض القلبي والسكتة وتخلخل العظم وداء السكري وفقدان الذاكرة والاكتئاب.[بحاجة لمصدر]